# Associazione Sportiva Melfi 2014-2015
Questa voce raccoglie le informazioni riguardanti l'Associazione Sportiva Melfi nelle competizioni ufficiali della stagione 2014-2015.

## Stagione
Nella stagione 2014-2015 il Melfi ha disputato il primo campionato di terza serie della sua storia, prendendo parte alla nuova divisione unica istituita dalla Lega Pro.
Archiviata la grande festa per la promozione in Lega Pro della stagione precedente, la società si trova subito in grosse difficoltà nel garantire l'iscrizione al campionato di competenza. I problemi sono legati non tanto alla fideiussione bancaria di 600.000 € da presentare alla lega, quanto alla messa a norma dello Stadio Arturo Valerio, in particolare all'impianto di illuminazione per le partite in notturna e all'installazione di telecamere a circuito chiuso per la videosorveglianza, tutti lavori di competenza dell'amministrazione comunale (essendo appunto lo stadio di proprietà del comune federiciano). Nonostante le vicissitudini estive che per l'ennesima volta tengono in ansia tifosi e appassionati della squadra giallo-verde, anche in questo caso la situazione si risolve nel migliore dei modi con l'iscrizione che viene completata l'8 luglio 2014 e che dunque garantisce alla città la 12º presenza consecutiva tra i professionisti.
Dopo l'iscrizione inizia, di fatto, la nuova stagione con l'allestimento della rosa e l'obiettivo prefissato dei 1.000 abbonamenti. Il 18 luglio parte il ritiro precampionato in quel di Venosa; gli unici giocatori che alla fine della sessione estiva restano a Melfi sono il portiere Perina, i difensori Dermaku, Pinna (ceduto a giugno al Foggia e ritornato a fine agosto), Annoni e Amelio, il centrocampista Libutti (proveniente dalla formazione Berretti) e infine l'attaccante Tortori. A questi 7 si aggiungono 13 nuovi volti fra cui spiccano i difensori Guerriera (ex Messina) e Di Filippo (Virtus Lanciano), i centrocampisti Spezzani (Pro Vercelli), Agnello (L'Aquila) e Tundo (Lecce) e infine gli attaccanti Berardino (Chieti) e Caturano (Casertana).
La squadra viene eliminata nel primo turno della Coppa Italia Lega Pro, battendo il Foggia in trasferta per 1-0 (rete del classe '97 Libutti), ma venendo a sua volta sconfitta tra le mura amiche dall'Ischia per due reti a una (in gol per i lucani Agnello). Il campionato si apre invece con la trasferta sul neutro di Frattamaggore (NA) contro il Savoia, sfida che segna l'esordio giallo-verde nella terza serie e che si conclude sull'1-1 (gol del neo acquisto Fella). Il secondo turno, il primo davanti al pubblico di casa, si gioca invece contro l'Ischia e termina a reti bianche, risultato che si ripete nel terzo match, giocato allo Zaccheria contro i satanelli del duo Brescia-De Zerbi. Alla quarta giornata deve invece cedere l'intera posta in palio al Valerio contro la capolista Catanzaro che si impone per 4-2. Nelle successive tre giornate subisce un'altra sconfitta fra le mura amiche ad opera della Vigor Lamezia per 2-1 (gol giallo-verde di Caturano), poi due pari consecutivi uno a Salerno per 0-0 (meritando tra l'altro l'intera posta in palio per quanto visto in campo) e infine 2-2 in casa contro il Benevento, dopo una rimonta pazzesca dallo 0-2 completata in un minuto (88º Fella, 89º Caturano). Nell'ottava, nona e decima giornata continua la striscia di pareggi (arrivati a 8, ben 5 consecutivi) andando a impattare per 0-0 sul campo dell'Aversa Normanna, della Paganese (2-2, doppio Giacomarro per i lucani), e ancora 0-0 sul proprio terreno contro il Messina, portandosi dunque al 14º posto con 8 punti (a +1 sulla zona play-out). All'11º di campionato coglie il sesto pareggio consecutivo, ancora 0-0, a Martina Franca, con Berardino che sbaglia un calcio di rigore al minuto 41 del primo tempo. Sabato 8 novembre 2014, 12ª giornata, è invece una data che resterà nella storia del club giallo-verde che coglie la prima vittoria in un campionato di terzo livello (dopo un avvio con ben 9 pareggi e 2 sconfitte), battendo in casa una "nobile decaduta" come la Reggina per 2 reti a 0 (Berardino su punizione nel primo tempo, Tortori nella ripresa) e si porta al 13º posto con 12 punti, a +4 sulla zona "rossa". Nel 13º turno di campionato ripropone l'ormai "consueto" pareggio esterno (il 7º in 7 gare lontane dal Valerio) andando a impattare per 0-0 sul campo del Barletta. La domenica successiva i lucani colgono, tuttavia, la seconda affermazione stagionale in Lega Pro, stendendo la Casertana quinta in classifica con una rete di Tortori. Dopo un'imbattibilità esterna da record, durata oltre 7 mesi (ultimo stop nella trionfale annata 2013/2014 a Sorrento) il Melfi viene travolto 4-1 al Via del Mare dal Lecce, dopo essere passato addirittura in vantaggio con Berardino al 41º. Il 4 dicembre la società trova un accordo fino a giugno 2015 con l'attaccante svincolato ex Palermo, Monza e Forlì Umberto Nappello. Il pronto riscatto, dopo la "debacle" in Salento, arriva il sabato successivo, quando i giallo-verdi asfaltano per 3-0 in casa la Lupa Roma grazie alla tripletta di un ritrovato Caturano, che così diviene anche il capocannoniere dei lucani con 5 reti. Alla 17º di campionato, tuttavia, incappa nella 4ª sconfitta stagionale (la 2º consecutiva in trasferta) perdendo, immeritatamente, a Castellammare contro la Juve Stabia per 2-0, nonostante una prestazione di alto livello. L'ultima gara del 2014 è invece il derby casalingo contro il Matera che termina 1-1 con rete giallo-verde dell'ormai bomber Salvatore Caturano (6 gol fin qui), che evita al Melfi un'altra cocente sconfitta pareggiando al minuto 68 su calcio d'angolo. Nelle successive giornate arriva una sconfitta a Cosenza, un pari in casa contro il Savoia e infine due vittorie consecutive (a Ischia e in casa con il Foggia) anche se pochi giorni prima della gara con i rosso-neri arriva una penalizzazione di 2 punti a carico dei lucani per il mancato versamento della fideiussione nei tempi prestabiliti dalla Lega (dunque per fatti risalenti a luglio riguardanti l'iscrizione al campionato di competenza). Alla 23ª giornata viene superata dal Catanzaro per 2-1 restando a 25 punti (27 sul campo) al 14º posto a una sola lunghezza di distanza dalla "zona rossa". Durante il mercato di gennaio lasciano la città il difensore Amelio e gli attaccanti Berardino e Campagna, mentre giungono alla corte del tecnico pugliese il difensore Dennis Di Mercurio, il centrocampista Salvatore Gallo e gli attaccanti Alessandro Luparini, Emanuele Cicerelli e Nicola Falomi. Dopo la sconfitta di Catanzaro la squadra "sprofonda" in una crisi di risultati che culmina con la debacle interna ad opera dell'Aversa Normanna, che si impone al Valerio per 4-3; in mezzo altre tre sconfitte rispettivamente con Vigor Lamezia, Salernitana, e Benevento per un totale di ben 5 consecutive. Tuttavia dopo un mese e mezzo di sconfitte arriva alla 28ª giornata la vittoria: a farne le spese è la Paganese si mister Sottil che deve cedere l'intera posta ai lucani (gol vittoria di Caturano). Nel turno infrasettimanale di mercoledì 11 marzo (29ª giornata) il Melfi si conferma in risalita e batte a domicilio in un vero e proprio spareggio-salvezza il Messina imponendosi al San Filippo per 2-1 (reti di Fella e del solito Caturano) portandosi a +6 dalla quint'ultima posizione occupata proprio dai peloritani. In seguito arriva un pareggio casalingo a reti bianche contro il Martina, poi la squadra di mister Bitetto si deve piegare alla Reggina che sul terreno del Granillo si impone per 2-1, con il gol vittoria segnato nei minuti di recupero da David Di Michele. Alla 32ª giornata i giallo-verdi mettono in scena, invece, la miglior prestazione stagionale travolgendo per 3-0 il Barletta con doppietta del sempre più bomber (e vice-capocannoniere del girone) Totò Caturano, giunto alla 14ª marcatura, e rete di Tortori; così facendo i federiciani si portano a +8 sulla zona play-out (Messina) a sole 6 giornate dal termine.
Il 1º aprile la formazione lucana coglie un altro importantissimo successo, andando a vincere in casa della più quotata Casertana per 3-2 (Caturano, Dermaku e Fella) e dunque avvicinandosi, ormai, sempre più alla matematica salvezza.
Dopo una serie di altri risultati importanti fra cui la storica vittoria casalinga contro il Lecce per 1-0 (Caturano) e il successo sulla Juve Stabia per 2-1 (Dermaku-Tortori) nell'ultima giornata di campionato batte all'Arturo Valerio il Cosenza per 4-3 (doppietta di Caturano, Fella e Tortori) chiudendo in classifica al 9º posto con 48 punti (50 sul campo) e qualificandosi per la seconda volta nella sua storia alla Coppa Italia Tim. Inoltre con 18 reti in campionato (5 su rigore) si laurea capo-cannoniere del girone C di Lega Pro (a pari merito con Umberto Eusepi del Benevento) il napoletano Salvatore Caturano, autore della sua miglior stagione in carriera. Successivamente lo stesso bomber partenopeo verrà premiato agli Italian Sport Awards come miglior attaccante dell'intera Lega Pro.

## Divise e sponsor
Il fornitore ufficiale di materiale tecnico per la stagione 2014-2015 è stato Legea, mentre l'annata (la prima in assoluto nel 3º livello nazionale) è iniziata senza uno sponsor ufficiale da poter "sfoggiare" sulle casacche. Tuttavia, dopo circa 3 mesi, la società ha trovato un accordo di sponsorizzazione temporaneo con i-Sud, azienda che nasce come propulsore e valorizzatore di imprese sul territorio dell'Italia meridionale.
| 1ª divisa | 2ª divisa | 3ª divisa |

## Organigramma societario
Area direttiva
- Presidente: Giuseppe Maglione
- Vice presidenti: Guglielmo Calandrelli e Gerardo Cignarale
- Direttore generale: Pier Paolo Castaldi
- Dirigente accompagnatore: Enzo Rosa
- Segretario: Paolo Moles
- Segretaria amministrativa: Antonella Angela Caputo
- Responsabile area comunicazione: Emilio Fidanzio
- Responsabile marketing: Domenico Signorelli

Area tecnica
- Direttore sportivo: Riccardo Di Bari
- Allenatore: Leonardo Bitetto
- Allenatore in seconda: Pasquale Visconti
- Preparatore atletico: Pasquale Sepe
- Collaboratore tecnico: Andrea Destino

Settore giovanile
- Responsabili: Alfonso Fensore e Natale Iorio
- Allenatore Berretti: Innocenzo Natiello

Area sanitaria
- Responsabile: Lorenzo Puccillo
- Medico sociale: Giovanni Lavalle
- Massofisioterapisti: Ciro Moretti e Carlo Valvano
- Fisiatra: Alessandro Cerino

## Rosa
| N. |                    | Ruolo | Calciatore                  |
| -- | ------------------ | ----- | --------------------------- |
|    | Italia (bandiera)  | P     | Federico Gagliardini        |
|    | Italia (bandiera)  | P     | Pietro Perina               |
|    | Italia (bandiera)  | D     | Federico Annoni             |
|    | Italia (bandiera)  | D     | Ciro Amelio                 |
|    | Italia (bandiera)  | D     | Danilo Onofrio Colella      |
|    | Albania (bandiera) | D     | Kastriot Dermaku (capitano) |
|    | Italia (bandiera)  | D     | Nicolas Di Filippo          |
|    | Italia (bandiera)  | D     | Dennis Di Mercurio          |
|    | Italia (bandiera)  | D     | Marco Guerriera             |
|    | Italia (bandiera)  | D     | Paride Pinna                |
|    | Italia (bandiera)  | C     | Francesco Agnello           |
|    | Italia (bandiera)  | C     | Leonardo Costanzo           |
|    | Italia (bandiera)  | C     | Salvatore Gallo             |
|    | Italia (bandiera)  | C     | Dario Giacomarro            |

| N. |                   | Ruolo | Calciatore          |
| -- | ----------------- | ----- | ------------------- |
|    | Italia (bandiera) | C     | Lorenzo Libutti     |
|    | Italia (bandiera) | C     | Mattia Spezzani     |
|    | Italia (bandiera) | C     | Edoardo Tundo       |
|    | Italia (bandiera) | A     | Riccardo Berardino  |
|    | Italia (bandiera) | A     | Leandro Campagna    |
|    | Italia (bandiera) | A     | Salvatore Caturano  |
|    | Italia (bandiera) | A     | Emanuele Cicerelli  |
|    | Italia (bandiera) | A     | Nicola Falomi       |
|    | Italia (bandiera) | C     | Giuseppe Fella      |
|    | Italia (bandiera) | A     | Alessandro Luparini |
|    | Italia (bandiera) | A     | Umberto Nappello    |
|    | Italia (bandiera) | A     | Giovanni Ricciardo  |
|    | Italia (bandiera) | A     | Loris Tortori       |

## Risultati

### Campionato

#### Girone di andata
| Arbitro: | Fiorini (Frosinone) |

|                 |           |           |
| Sanseverino 36’ | Marcatori | 67’ Fella |

| Melfi 6 settembre 2014, ore 16:00 CEST 2ª giornata | Melfi            | 0 – 0 referto | Ischia Isolaverde | Stadio Arturo Valerio (900 spett.)\| Arbitro: \| Sassoli (Arezzo) \| |
| Arbitro:                                           | Sassoli (Arezzo) |               |                   |                                                                      |

| Foggia 12 settembre 2014, ore 19:30 CEST 3ª giornata | Foggia           | 0 – 0 referto | Melfi | Stadio Pino Zaccheria (3 200 spett.)\| Arbitro: \| Panarese (Lecce) \| |
| Arbitro:                                             | Panarese (Lecce) |               |       |                                                                        |

| Arbitro: | Melidoni (Frattamaggiore) |

|                           |           |                                                            |
| Berardino 27’ Tortori 90’ | Marcatori | 30’ Pacciardi 34’ Silva Reis 41’ (rig.) Pagano 90’ Barraco |

| Arbitro: | Boggi (Salerno) |

|              |           |                 |
| Caturano 89’ | Marcatori | 7’, 32’ Improta |

| Salerno 27 settembre 2014, ore 15:00 CEST 6ª giornata | Salernitana | 0 – 0 referto | Melfi | Stadio Arechi (7 587 spett.)\| Arbitro: \| Giua (Pisa) \| |
| Arbitro:                                              | Giua (Pisa) |               |       |                                                           |

| Arbitro: | Dei Giudici (Latina) |

|                        |           |                        |
| Fella 88’ Caturano 89’ | Marcatori | 13’ Marotta 24’ Eusepi |

| Aversa 11 ottobre 2014, ore 18:00 CEST 8ª giornata | Aversa Normanna  | 0 – 0 referto | Melfi | Stadio Augusto Bisceglia (500 spett.)\| Arbitro: \| D'Apice (Arezzo) \| |
| Arbitro:                                           | D'Apice (Arezzo) |               |       |                                                                         |

| Arbitro: | De Angeli (Abbiategrasso) |

|                               |           |                     |
| Caccavallo 66’ De Liguori 76’ | Marcatori | 41’, 47’ Giacomarro |

| Melfi 25 ottobre 2014, ore 16:00 CEST 10ª giornata | Melfi               | 0 – 0 referto | Messina | Stadio Arturo Valerio (900 spett.)\| Arbitro: \| Formato (Benevento) \| |
| Arbitro:                                           | Formato (Benevento) |               |         |                                                                         |

| Martina Franca 2 novembre 2014, ore 16:00 CET 11ª giornata | Martina           | 0 – 0 referto | Melfi | Stadio Giuseppe Domenico Tursi (1 500 spett.)\| Arbitro: \| Martinelli (Roma) \| |
| Arbitro:                                                   | Martinelli (Roma) |               |       |                                                                                  |

| Arbitro: | Mancini (Fermo) |

|                           |           |  |
| Berardino 17’ Tortori 61’ | Marcatori |  |

| Barletta 16 novembre 2014, ore 18:00 CET 13ª giornata | Barletta        | 0 – 0 referto | Melfi | Stadio Cosimo Puttilli (1 300 spett.)\| Arbitro: \| Morreale (Roma) \| |
| Arbitro:                                              | Morreale (Roma) |               |       |                                                                        |

| Arbitro: | Serra (Torino) |

|             |           |  |
| Tortori 62’ | Marcatori |  |

| Arbitro: | Colosimo (Torino) |

|                                                         |           |               |
| Papini 43’ Abruzzese 47’ Moscardelli 53’ Bogliacino 87’ | Marcatori | 41’ Berardino |

| Arbitro: | Schirru (Nichelino) |

|                              |           |  |
| Caturano 4’ (rig.), 45’, 77’ | Marcatori |  |

| Arbitro: | Amabile (Vicenza) |

|                                    |           |  |
| Lepiller 37’ Di Carmine 41’ (rig.) | Marcatori |  |

| Arbitro: | Marini (Roma) |

|              |           |             |
| Caturano 68’ | Marcatori | 22’ Madonia |

| Arbitro: | Fourneau (Roma) |

|                       |           |  |
| Arrigoni 45’ Cori 69’ | Marcatori |  |

#### Girone di ritorno
| Arbitro: | Vesprini (Macerata) |

|                                 |           |                               |
| Caturano 26’ (rig.) Tortori 76’ | Marcatori | 36’ (rig.), 86’ (rig.) Scarpa |

| Arbitro: | Piccinini (Forlì) |

|  |           |             |
|  | Marcatori | 31’ Tortori |

| Arbitro: | Pagliardini (Arezzo) |

|                          |           |                      |
| Caturano 46’ Agnello 82’ | Marcatori | 28’ (rig.) Cavallaro |

| Arbitro: | Mastrodonato (Molfetta) |

|                        |           |             |
| Orchi 20’ Razzitti 38’ | Marcatori | 22’ Dermaku |

| Arbitro: | Mantelli (Brescia) |

|              |           |  |
| Montella 54’ | Marcatori |  |

| Arbitro: | Pelagatti (Arezzo) |

|  |           |                        |
|  | Marcatori | 20’ Negro 24’ Trevisan |

| Arbitro: | Balice (Termoli) |

|                            |           |           |
| Campagnacci 13’ Eusepi 89’ | Marcatori | 19’ Pinna |

| Arbitro: | Viotti (Tivoli) |

|                               |           |                                                     |
| Caturano 18’, 53’ Agnello 45’ | Marcatori | 7’ De Vena 15’ Amelio 66’ Magliocchetti 81’ De Luca |

| Arbitro: | Rapuano (Rimini) |

|              |           |  |
| Caturano 37’ | Marcatori |  |

| Arbitro: | Piccinini (Forlì) |

|              |           |                        |
| Ciciretti 6’ | Marcatori | 51’ Fella 66’ Caturano |

| Melfi 15 marzo 2015, ore 11:00 CET 30ª giornata | Melfi              | 0 – 0 referto | Martina | Stadio Arturo Valerio\| Arbitro: \| Dionisi (L'Aquila) \| |
| Arbitro:                                        | Dionisi (L'Aquila) |               |         |                                                           |

| Arbitro: | Formato (Benevento) |

|                              |           |             |
| Armellino 65’ Di Michele 90’ | Marcatori | 58’ Agnello |

| Arbitro: | Pietropaolo (Modena) |

|                              |           |  |
| Caturano 9’, 12’ Tortori 52’ | Marcatori |  |

| Arbitro: | Fiore (Barletta) |

|                      |           |                                    |
| Mancino 29’ Idda 52’ | Marcatori | 17’ Caturano 60’ Dermaku 76’ Fella |

| Arbitro: | Ranaldi (Tivoli) |

|              |           |  |
| Caturano 89’ | Marcatori |  |

| Aprilia 18 aprile 2015, ore 17:00 CEST 35ª giornata | Lupa Roma           | 0 – 0 referto | Melfi | Stadio Quinto Ricci\| Arbitro: \| Sprezzola (Venezia) \| |
| Arbitro:                                            | Sprezzola (Venezia) |               |       |                                                          |

| Arbitro: | Mei (Pesaro) |

|                         |           |          |
| Dermaku 45’ Tortori 63’ | Marcatori | 81’ Ripa |

| Arbitro: | Mainardi (Bergamo) |

|                    |           |  |
| Madonia 27’ (rig.) | Marcatori |  |

| Arbitro: | Baldicchi (Città di Castello) |

|                                         |           |                                         |
| Caturano 33’, 49’ Fella 45’ Tortori 89’ | Marcatori | 11’ Statella 60’ De Angelis 90’ Ciancio |

### Coppa Italia Lega Pro

#### Primo turno
| Arbitro: | Mei (Pesaro) |

|  |           |             |
|  | Marcatori | 90’ Libutti |

| Arbitro: | Dionisi (L'Aquila) |

|             |           |                                    |
| Agnello 71’ | Marcatori | 22’ Ingretolli 61’ Bacio Terracino |

## Statistiche

### Statistiche di squadra
| Competizione          | Punti   | In casa | In casa | In casa | In casa | In casa | In casa | In trasferta | In trasferta | In trasferta | In trasferta | In trasferta | In trasferta | Totale | Totale | Totale | Totale | Totale | Totale | DR |
| Competizione          | Punti   | G       | V       | N       | P       | Gf      | Gs      | G            | V            | N            | P            | Gf           | Gs           | G      | V      | N      | P      | Gf     | Gs     | DR |
| --------------------- | ------- | ------- | ------- | ------- | ------- | ------- | ------- | ------------ | ------------ | ------------ | ------------ | ------------ | ------------ | ------ | ------ | ------ | ------ | ------ | ------ | -- |
| Lega Pro              | 48 (-2) | 19      | 9       | 6       | 4       | 30      | 22      | 19           | 3            | 8            | 8            | 13           | 22           | 38     | 12     | 14     | 12     | 43     | 44     | -1 |
| Coppa Italia Lega Pro |         | 1       | 0       | 0       | 1       | 1       | 2       | 1            | 1            | 0            | 0            | 1            | 0            | 2      | 1      | 0      | 1      | 2      | 2      | 0  |
| Totale                |         | 20      | 9       | 6       | 5       | 31      | 24      | 20           | 4            | 8            | 8            | 14           | 22           | 40     | 13     | 14     | 13     | 45     | 46     | -1 |

### Statistiche dei giocatori
| Giocatore      | Lega Pro | Lega Pro | Lega Pro    | Lega Pro   | Coppa Italia Lega Pro | Coppa Italia Lega Pro | Coppa Italia Lega Pro | Coppa Italia Lega Pro | Totale   | Totale | Totale      | Totale     |
| Giocatore      | Presenze | Reti     | Ammonizioni | Espulsioni | Presenze              | Reti                  | Ammonizioni           | Espulsioni            | Presenze | Reti   | Ammonizioni | Espulsioni |
| -------------- | -------- | -------- | ----------- | ---------- | --------------------- | --------------------- | --------------------- | --------------------- | -------- | ------ | ----------- | ---------- |
| F. Agnello     | 36       | 3        | 1           | 1          | 2                     | 1                     | 0                     | 0                     | 38       | 4      | 1           | 1          |
| C. Amelio      | 6        | 0        | 1           | 0          | 2                     | 0                     | 0                     | 0                     | 8        | 0      | 1           | 0          |
| F. Annoni      | 19       | 0        | 1           | 0          | 1                     | 0                     | 0                     | 0                     | 20       | 0      | 1           | 0          |
| R. Berardino   | 22       | 3        | 3           | 1          | 1                     | 0                     | 0                     | 0                     | 23       | 3      | 3           | 1          |
| L. Campagna    | 5        | 0        | 1           | 0          | 2                     | 0                     | 0                     | 0                     | 7        | 0      | 1           | 0          |
| S. Caturano    | 36       | 18       | 8           | 0          | -                     | -                     | -                     | -                     | 36       | 18     | 8           | 0          |
| E. Cicerelli   | 2        | 0        | 0           | 0          | -                     | -                     | -                     | -                     | 2        | 0      | 0           | 0          |
| D.O. Colella   | 19       | 0        | 3           | 1          | 1                     | 0                     | 0                     | 0                     | 20       | 0      | 3           | 1          |
| L. Costanzo    | -        | -        | -           | -          | 1                     | 0                     | 0                     | 0                     | 1        | 0      | 0           | 0          |
| K. Dermaku     | 35       | 3        | 7           | 0          | 2                     | 0                     | 0                     | 0                     | 37       | 3      | 7           | 0          |
| N. Di Filippo  | 33       | 0        | 7           | 0          | 2                     | 0                     | 0                     | 0                     | 35       | 0      | 7           | 0          |
| D. Di Mercurio | 9        | 0        | 2           | 0          | -                     | -                     | -                     | -                     | 9        | 0      | 2           | 0          |
| N. Falomi      | 6        | 0        | 0           | 0          | -                     | -                     | -                     | -                     | 6        | 0      | 0           | 0          |
| G. Fella       | 37       | 5        | 6           | 0          | 2                     | 0                     | 0                     | 0                     | 39       | 5      | 6           | 0          |
| E. Gagliardini | 3        | -4       | 0           | 0          | -                     | -                     | -                     | -                     | 3        | -4     | 0           | 0          |
| S. Gallo       | 12       | 0        | 6           | 1          | -                     | -                     | -                     | -                     | 12       | 0      | 6           | 1          |
| D. Giacomarro  | 32       | 2        | 0           | 0          | 1                     | 0                     | 0                     | 0                     | 33       | 2      | 0           | 0          |
| M. Guerriera   | 23       | 0        | 4           | 1          | 2                     | 0                     | 0                     | 0                     | 25       | 0      | 4           | 1          |
| L. Libutti     | 3        | 0        | 0           | 0          | 1                     | 1                     | 0                     | 0                     | 4        | 1      | 0           | 0          |
| A. Luparini    | 2        | 0        | 0           | 0          | -                     | -                     | -                     | -                     | 2        | 0      | 0           | 0          |
| U. Nappello    | 13       | 0        | 1           | 0          | -                     | -                     | -                     | -                     | 13       | 0      | 1           | 0          |
| P. Perina      | 36       | -40      | 2           | 1          | 2                     | -2                    | 0                     | 0                     | 38       | -42    | 2           | 1          |
| P. Pinna       | 31       | 1        | 12          | 2          | -                     | -                     | -                     | -                     | 31       | 1      | 12          | 2          |
| G. Ricciardo   | 1        | 0        | 0           | 0          | 1                     | 0                     | 0                     | 0                     | 2        | 0      | 0           | 0          |
| M. Spezzani    | 32       | 0        | 11          | 0          | 1                     | 0                     | 0                     | 0                     | 33       | 0      | 11          | 0          |
| L. Tortori     | 33       | 8        | 12          | 1          | 2                     | 0                     | 1                     | 0                     | 35       | 8      | 13          | 1          |
| E. Tundo       | 22       | 0        | 2           | 1          | 1                     | 0                     | 0                     | 0                     | 23       | 0      | 2           | 1          |